# تاریخ اقتصادی ایران
- توسعه اقتصادی ایران قبل از سال ۱۹۷۹ بسیار سریع بود. این کشور به‌طور سنتی یک جامعه کشاورزی بود؛ با این‌حال، در دهه ۱۹۷۰، این کشور صنعتی‌سازی و نوسازی اقتصادی قابل‌توجهی را تجربه کرده بود. این سرعت رشد در سال ۱۹۷۸ به‌طور چشمگیری کاهش یافت؛ زیرا فرار سرمایه درست قبل از انقلاب ۱۳۵۷ به ۳۰ تا ۴۰ میلیارد دلار در سال رسید.

پس از انقلاب ۱۹۷۹، دولت ایران چهار اقدام اصلاحی انجام داد:
1. ابتدا دولت کنترل همهٔ صنایع از جمله شرکت ملی نفت و همهٔ بانک‌های ایرانی را در اختیار گرفت و آن‌ها را ملّی کرد.
2. قانون اساسی جدید اقتصاد را به سه بخش مختلف، یعنی دولتی، تعاونی و خصوصی تقسیم کرد؛ امّا بیشتر اقتصاد در اختیار دولت قرار گرفت.
3. فعالیت دولت با استفاده از برنامه‌ریزی مرکزی برای کنترل اقتصاد، وجود رهبری انقلاب، رئیس‌جمهور و مجلس شورای اسلامی در کنار ایجاد برنامه‌های اجتماعی و اقتصادی ۵ ساله آغاز شد.
4. دولت کنترل قیمت‌ها و یارانه‌ها را در دست گرفت.

اهداف بلندمدّت دولت از زمان انقلاب عبارت‌اند از: استقلال اقتصادی، اشتغال کامل و سطح زندگی راحت برای شهروندان؛ امّا در پایان قرن بیستم، اقتصاد این کشور با موانع بسیاری مواجه شده است. جمعیت ایران بین سال‌های ۱۹۸۰ و ۲۰۰۰ بیش از دو برابر و به‌طور فزاینده‌ای جوان‌تر شد. اگرچه تعداد نسبتاً زیادی از ایرانیان به شغل کشاورزی مشغولند، امّا از دهه ۱۹۶۰ تولیدات کشاورزی به‌طور مداوم کاهش یافته است. کشور ایران در اواخر دهه ۱۹۹۰ به یک واردکننده عمدهٔ مواد غذایی تبدیل شده بود. در آن زمان، مشکلات اقتصادی در روستاها و حومهٔ شهرها منجر به مهاجرت تعداد زیادی از مردم به شهرها شد.
جنگ هشت ساله با عراق دست‌کم ۳۰۰ هزار کشته از کشور ایران و بیش از ۵۰۰ هزار زخمی برجای گذاشت. هزینهٔ جنگ برای اقتصاد کشور حدود ۵۰۰ میلیارد دلار بود. دولت پس از پایان جنگ با عراق در سال ۱۹۸۸ تلاش کرد تا بخش‌های ارتباطی، حمل و نقل، تولید، مراقبت‌های بهداشتی، آموزشی و انرژی کشور (از جمله تأسیسات احتمالی انرژی هسته‌ای) را توسعه دهد. ایران در این سال‌ها روند ادغام این زیرساخت‌ها را آغاز کرد. ارتباطات و زیرساخت‌های حمل و نقل با کشورهای همسایه را توسعه بخشید.
رهبر ایران علی خامنه‌ای و رئیس‌جمهور احمدی‌نژاد از سال ۲۰۰۴ تلاش کرده‌اند تا اصلاحاتی را انجام دهند که منجر به خصوصی‌سازی ایران شود؛ امّا هنوز نتیجه‌ای نگرفته‌اند و از این طریق ایران به یک اقتصاد مرکزی تبدیل شده که در حال گذار به سمت اقتصاد بازار است.

## دوران پهلوی (۱۹۷۹–۱۹۲۵)
رضاشاه پهلوی زیرساخت‌های کلّی کشور را بهبود بخشید، اصلاحات آموزشی انجام داد، علیه نفوذ خارجی مبارزه کرد، سیستم حقوقی را اصلاح و صنایع مدرن را ایجاد کرد. در این مدّت، ایران یک دورهٔ تحول اجتماعی، توسعهٔ اقتصادی و ثبات نسبی سیاسی را تجربه کرد.
صنایع مدرن در دورهٔ بین دو جنگ جهانی در کشور راه‌اندازی شدند. در سال ۱۹۲۵ کمتر از ۲۰ کارخانه صنعتی مدرن وجود داشت؛ امّا تا سال ۱۹۴۱ بیش از ۸۰۰ کارخانه جدید با هدف کاهش وابستگی کشور به واردات تأسیس شد. دولت با افزایش تعرفه‌ها، تأمین مالی صنایع مدرن و تحمیل انحصارات دولتی، صنعتی شدن را در این دوره تشویق کرد. تغییر در سیستم حقوقی، ساختار مالیاتی و سیاست‌های تجاری موجب جذب منابع مالی داخلی و ظهور گروهی از کارآفرینان جدید و جوان شد. افزایش سرمایه‌گذاری در معدن، ساخت‌وساز و بخش تولید اتفاق افتاد و سرمایه‌گذاری در زیرساخت‌ها رشد چشمگیری داشت. ایران در سال ۱۹۲۵ فقط ۲۵۰ کیلومتر راه‌آهن و ۲۴۰۰ کیلومتر راه داشت. مجموع این راه‌ها در سال ۱۹۳۸ به ترتیب به ۱۷۰۰ و ۱۲۰۰۰ کیلومتر افزایش یافته بود. در این دوران رشد صنعتی متوازن نبود. ادغام در میان بخش‌ها و صنایع وجود نداشت و صنایع جدید تنها بخشی از تقاضای رو به رشد داخلی را تأمین می‌کردند. کشاورزی که ۹۰ درصد نیروی کار از این طریق امرار معاش می‌کرد، از اصلاحات اقتصادی بهره‌ای نبرده بود. به‌علاوه، حوزه‌های در حال گسترش اقتصاد مبتنی بر نیروی کار نبود. بخش‌های مدرن (شیلات دریای خزر، راه‌آهن، بندرهای دریایی، صنعت نفت، کارخانه‌های مدرن و میادین زغال سنگ) در مجموع فقط حدود ۱۷۰٬۰۰۰ کارگر جذب کرده بودند که کمتر از ۴ درصد نیروی کار محسوب می‌شد.
دولت در این دوره و با استفاده از فنونی مانند کنترل ارزی که در سال ۱۹۳۶ اعمال شد، تجارت بین‌المللی را توسعه داد. بسیاری از اقلام جدید از کالاهای وارداتی برای صنعت، ارتش، راه‌آهن و سایر زمینه‌های سرمایه‌گذاری در زیرساخت‌ها مورد نیاز بود. محصولات سنتی صادراتی کشاورزی و صنعتی با صادرات نفت جایگزین شد. آلمان از سال ۱۹۴۰ شریک اصلی تجارت ایران شد و ۴۲ درصد تجارت خارجی آن را تشکیل داد. ایالات متحده آمریکا در رتبهٔ دوم قرار داشت که سهم آن ۲۳ درصد بود. همچنین اتحاد جماهیر شوروی در این دوره یک شریک تجاری عمده بود. علی‌رغم پیشرفت‌های فراوان در اقتصاد داخلی و خارجی، ایران در سال‌های قبل از جنگ جهانی دوم همچنان صادرکنندهٔ مواد اوّلیه و کالاهای سنتی و واردکنندهٔ کالاهای مصرفی و سرمایه‌ای بود.
رضاشاه پهلوی در سال ۱۹۴۱ از سلطنت کناره‌گیری کرد. پسرش محمدرضاشاه پهلوی جانشین وی شد و پادشاهی وی تا سال ۱۹۷۹ ادامه داشت. محمد مصدق به عنوان نخست‌وزیر در سال ۱۹۵۱ اقدام به ملّی کردن صنعت نفت ایران کرد. انگلستان با تحریم نفتی علیه این اقدام قیام و سرانجام با حمایت ایالات متحده از کودتای موفق علیه نخست‌وزیر مصدق در سال ۱۹۵۳ حمایت کرد. پس از برکناری دولت مصدق بین سال‌های ۱۹۵۴ و ۱۹۶۰ رخدادهایی پیش آمد: افزایش سریع درآمد نفت و کمک‌های مداوم خارجی غربی منجر به سرمایه‌گذاری بیشتر و رشد سریع اقتصادی در بخش دولتی شد. سپس تورم افزایش یافت و ارزش پول ملّی (ریال) کاهش یافت و کسری تجارت خارجی ایجاد شد. سیاست‌های اقتصادی اجرا شده برای مقابله با این مشکلات منجر به کاهش نرخ رشد اقتصادی اسمی و درآمد سرانه تا سال ۱۹۶۱ شد.

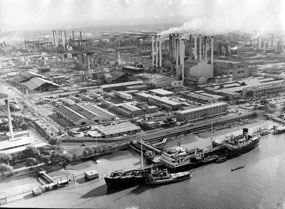
پالایشگاه آبادان، ساخته شده در سال ۱۹۱۳ میلادی.

کشور ایران در پاسخ به این مشکلات سومین برنامهٔ توسعهٔ اقتصادی خود را آغاز کرد. (۱۹۶۸–۱۹۶۲) این برنامه با تأکید بر صنعتی‌شدن طرح‌ریزی شده بود. سیاست‌های جدید اقتصادی به‌طور قابل توجهی نقش بخش خصوصی را تغییر داد. گسترش بانک‌های خصوصی و دولتی و همچنین تأسیس دو بانک تخصصی، بازارهای اعتباری قابل اعتمادی را برای بنگاه‌های تولیدی متوسط و بزرگ فراهم کرد. برنامه‌های دولت همچنین شامل طیف وسیعی از مشوق‌ها برای تشویق سرمایه‌گذاری در صنایع جدید توسط سرمایه‌گذاران ایرانی و خارجی بود. بیشتر سرمایه‌گذاری‌های جدید یک چالش مشترک بین بخش دولتی و سرمایه‌گذاران خارجی یا مشاغل خصوصی و شرکت‌های خارجی بود. سرمایه‌گذاری در جادّه‌ها، بزرگراه‌ها، سدها، پل‌ها و بنادر نیز افزایش یافت. حمایت دولت از بخش کشاورزی نیز سرمایه‌های قابل توجهی را به خود جلب کرد. بسیاری از صنایع کشاورزی در مقیاس بزرگ در حوزهٔ پرورش گوشت، محصولات لبنی و تولید میوه تأسیس شد. کشاورزان در مقیاس کوچک از فرصت‌های جدید سرمایه‌گذاری بهره‌مند نشدند.
اقتصاد ایران بر اساس برنامه‌های چهارم و پنجم توسعه اقتصادی (۷۳–۱۹۶۸؛ ۱۹۷۳–۱۹۷۳) به‌طور فزاینده‌ای نسبت به واردات و سرمایه‌گذاری‌های خارجی باز شد. ترکیبی از درآمدهای نفتی، هزینه‌های عمومی و سرمایه‌گذاری‌های خارجی و داخلی باعث افزایش طبقه متوسط در شهرهای بزرگ، به‌ویژه تهران شد. در پی افزایش قیمت نفت خام پس از جنگ ۱۹۷۳ مصر و سوریه با اسرائیل، روند صنعتی شدن و مصرف به سرعت رشد کرد. بانک‌های تخصصی بین سال‌های ۱۹۷۳ و ۱۹۷۷ بیش از ۲۰۰ میلیارد ریال به بخش تولید ارائه می‌دادند و افزایش سرمایه‌گذاری به‌طور متوسط ۵۶ درصد در سال بوده است. ظرفیت بندرگاه‌ها و انبارها تحت‌تأثیر سیل کالاهای وارداتی و مواد اوّلیه تحت فشار قرار داشت. ارتش نیز از شرایط جدید اقتصادی و اجتماعی بهره‌مند شد. پرسنل نظامی، توپخانه و تجهیزات مدرن و آموزش نظامی بخش عمده‌ای از بودجه را به خود اختصاص دادند.

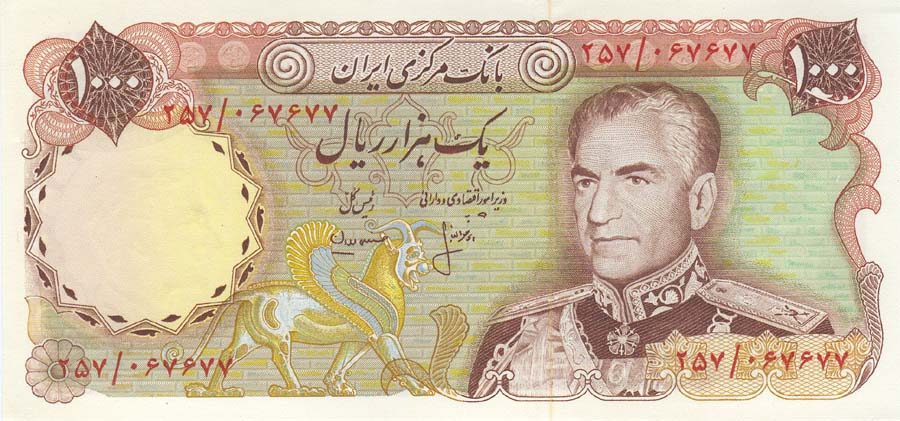
پرتره شاه در اسکناس ۱۰۰۰ ریالی ایران

تولید ناخالص ملّی ایران بین سال ۱۹۶۴ تا سال ۱۹۷۸ با نرخ ثابت سالانه ۲٫۱۳ درصد رشد کرد. صنایع نفت، گاز و ساخت‌وساز در این دوره، تقریباً ۵۰۰ درصد گسترش یافت؛ این در حالی است که سهم تولید با ارزش افزوده ۴ درصد افزایش یافت. مشارکت زنان در نیروی کار در مناطق شهری افزایش یافت. تعداد زیادی از زنان شهری از اقشار مختلف اجتماعی به نیروهای کار نیمه‌ماهر و ماهر پیوستند. علاوه‌بر این، تعداد زنانی که در آموزش عالی ثبت‌نام کردند از ۵۰۰۰ در سال ۱۹۶۷ به بیش از ۷۴٬۰۰۰ در سال ۱۹۷۸ افزایش یافت.
رشد اقتصادی ایران در دهه ۱۹۷۰ به‌طور فزاینده‌ای به درآمد نفت وابستگی پیدا کرد. درآمد نفت تا سال ۱۹۷۷ به ۲۰ میلیارد دلار در سال رسیده بود. (۷۹ درصد از کل درآمد دولت) سایر بخش‌های اقتصاد و مناطق کشور در این دوره الگوی رشد یکسانی را تجربه نکردند. کشاورزی، صنایع سنتی و نیمه‌سنتی و بخش خدمات به اندازهٔ صنایع تولیدی مدرن رشد نکرد. صنایع مدرن با حمایت دولت فقط ۶ درصد از اشتغال صنعتی را تشکیل می‌داد. اشتغال عمومی در مناطق شهری با کاهش فرصت‌های اشتغال در مناطق روستایی و صنایع سنتی افزایش یافت. نسبت خود اشتغالی ایرانیان در این دوره ثابت ماند.
مهم‌ترین دستاورد دهه ۱۹۶۰ و ۱۹۷۰ رشد طبقهٔ متوسط بود. روشن‌فکران حرفه‌ای از جمله این طبقهٔ جدید بودند که متخصصان نامیده می‌شدند. وجه مشترک آنان تخصص حرفه‌ای، فرهنگی یا اداری بود که از طریق آموزش مدرن به دست آمده بود. با این وجود، الگوهای رشد اقتصادی و توسعهٔ منطقه‌ای همراه با توسعه‌نیافتگی سیاسی رژیم شاه در حوزه‌هایی مانند نهادهای مدنی، حقوق بشر و حقوق مالکیت، فرصت‌های محدودی را برای اکثریت ایرانیان در جهت توسعهٔ کامل پتانسیل‌های اجتماعی و اقتصادی خود ایجاد کرده بود.

## پس از انقلاب سال ۱۹۷۹

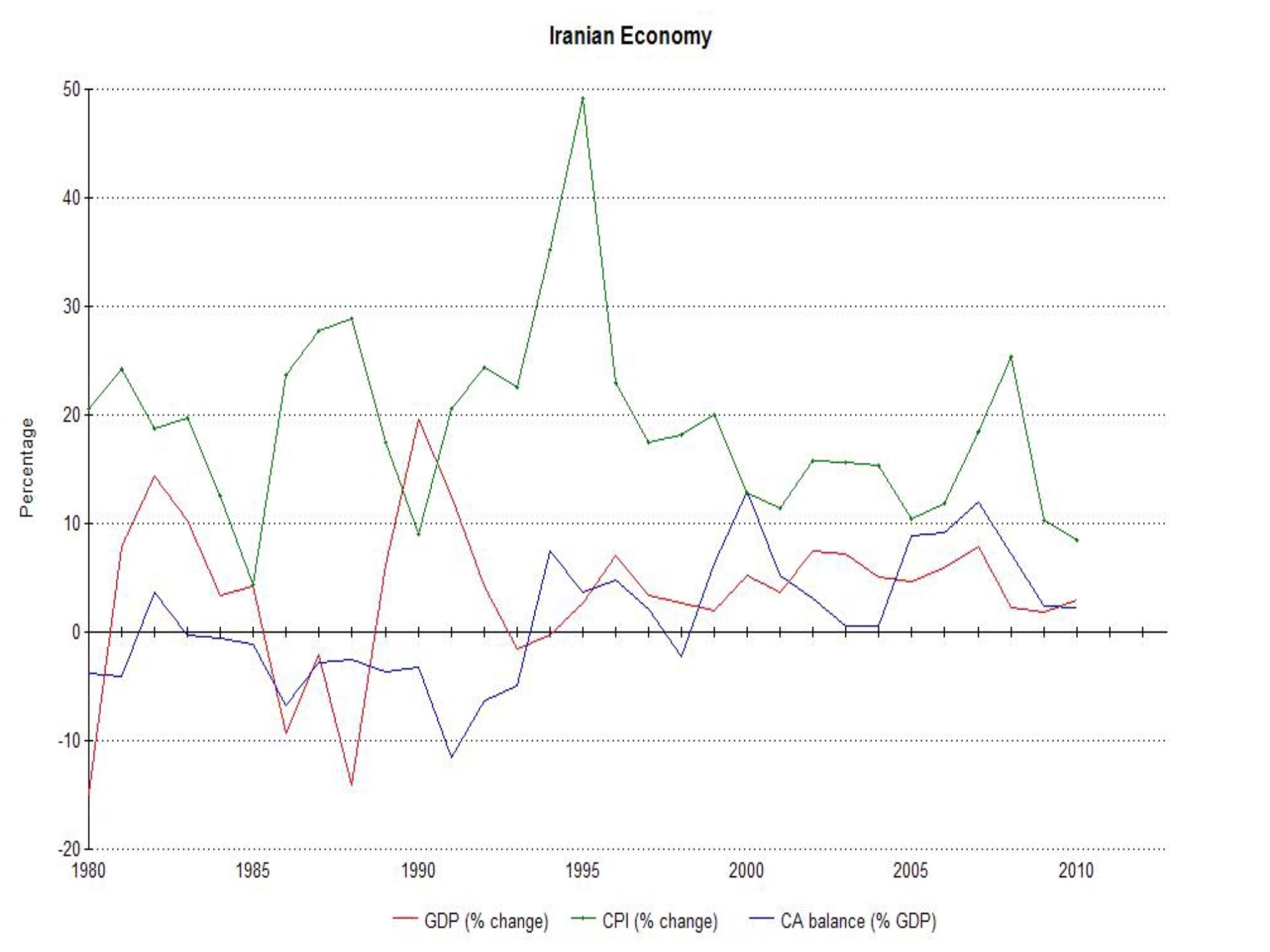
ایران: داده‌های تولید ناخالص داخلی، CPI و حساب جاری (۲۰۱۰–۱۹۸۰)

مطابق قانون اساسی سال ۱۹۷۹ ایران، این وظیفه دولت اسلامی این بود که همهٔ شهروندان را از فرصت‌های برابر و مناسب برخوردار سازد، برای آن‌ها کار فراهم کند و نیازهای اساسی آنان را برآورده سازد تا روند پیشرفت آن‌ها تضمین شود. اهداف بلندمدّت ایران از انقلاب ۱۹۷۹، استقلال اقتصادی، اشتغال کامل و سطح زندگی راحت برای شهروندان بوده، امّا در پایان قرن ۲۰، آیندهٔ اقتصادی این کشور با موانع زیادی روبه‌رو شده و عملاً حکومت جدید در برنامه‌های اقتصادی خود ناکام بوده است. جمعیت ایران در یک دورهٔ ۲۰ ساله، با بدنه جوان رو به افزایش، بیش از دو برابر شده است. اگرچه بخش نسبتاً زیادی از مردم به کشاورزی مشغول هستند، امّا از دهه ۱۹۶۰ تولیدات کشاورزی به‌طور مداوم کاهش یافته است. در اواخر دهه ۱۹۹۰، ایران واردکنندهٔ عمدهٔ مواد غذایی بود و مشکلات اقتصادی در روستاها و حومهٔ شهرها تعداد زیادی را به مهاجرت به شهرها سوق داده بود.
نرخ باسوادی و امید به زندگی در ایران نسبت به خاورمیانه بالا است. نرخ بیکاری نیز همین شرایط را دارد و تورم سالانه در حدود ۲۰٪ است. ایران همچنان به استخراج نفت و گاز طبیعی برای صادرات وابسته است. دولت در ایجاد فرصت برای نیروی کار جوان‌تر و با تحصیلات بالاتر با مشکلات فزاینده‌ای روبه‌رو است. چنین کمبود فرصت‌هایی باعث ایجاد احساس ناامیدی در میان ایرانیان طبقهٔ پایین و متوسط شده است.
به دنبال ملّی شدن صنایع در سال ۱۹۷۹ و آغاز جنگ ایران و عراق، بیش از ۸۰٪ اقتصاد ایران تحت کنترل دولت قرار گرفت. دولت پس از پایان درگیری‌ها با عراق در سال ۱۹۸۸ تلاش کرد تا زیرساخت‌های ارتباطی، حمل و نقل، تولید، مراقبت‌های بهداشتی، آموزشی و انرژی کشور (از جمله تأسیسات برق هسته‌ای) را توسعه دهد. تخمین زده می‌شود که ایران ۵۰۰ میلیارد دلار در جنگ عراق دچار زیان اقتصادی شده باشد.
در سال ۱۹۹۶، دولت آمریکا قانون تحریم‌های ایران و لیبی (ILSA) را تصویب کرد که به‌موجب آن شرکت‌های آمریکایی (و غیر آمریکایی) نمی‌توانند سالانه بیش از ۲۰ میلیون دلار در ایران سرمایه‌گذاری و با این کشور معامله کنند. در سال ۲۰۰۰ دو مورد استثنا به این قانون اضافه شد که مبادلهٔ دارو و تجهیزات پزشکی را معاف می‌کرد.

### بررسی اجمالی برنامه‌های اقتصادی پی در پی ایران (۱۹۹۱ تا ۲۰۱۰)
| برنامه‌ها                                                | ۱۹۹۱–۲۰۰۱ (محقق شد) | ۲۰۰۵–۱۰           | ۲۰۰۹–۱۰                                 |
| تعداد مقالاتی که باید در این طرح اجرا شود               | -                   | ۲۹۰               | ۱۱۷                                     |
| رشد اقتصادی                                             | به‌طور متوسط ۳٫۹٪    | به‌طور متوسط ۸٪    | 6.3 on به‌طور متوسط                      |
| رشد نقدینگی                                             | به‌طور متوسط ۲۷٫۳٪   | به‌طور متوسط <۲۰٪  | به‌طور متوسط ۳۳٪                         |
| تورم                                                    | به‌طور متوسط ۲۳٪     | به‌طور متوسط <۱۰٪  | به‌طور متوسط ۱۶٪                         |
| نرخ بیکاری                                              | -                   | ۱۱٪ تا سال ۲۰۱۰   | به‌طور متوسط ۱۲٪ (۲۰۰۵–۱۰)               |
| ایجاد شغل در سال تا سال ۲۰۱۰                            | -                   | ۸۴۸۰۰۰ شغل در سال | ۷۲۵٬۰۰۰ شغل در سال                      |
| رشد بهره‌وری نیروی کار                                   | به‌طور متوسط ۱٫۳٪    | ۳٫۵٪              | -                                       |
| رشد سرمایه‌گذاری                                         | به‌طور متوسط ۴٫۳٪    | ۱۲٫۲٪             | -                                       |
| رشد جمعیت                                               | به‌طور متوسط ۱٫۵٪    | ۱٫۴٪              | -                                       |
| رشد صادرات غیرنفتی                                      | به‌طور متوسط ۵٫۶٪    | ۱۰٫۷٪             | -                                       |
| فهرست دسترسی به فناوری                                  | -                   | ۰٫۴۵              | ۰٫۲۶                                    |
| نسبت هزینه‌های تحقیق به تولید ناخالص داخلی               | ۰٫۴٪ (۲۰۰۱)         | ۲٫۵٪              | ۰٫۸۷٪                                   |
| نسبت صادرات با فناوری پیشرفته به کل صادرات غیرنفتی      | -                   | ۶                 | ۲                                       |
| میدان‌های جدید نفت و گاز کشف شده (۲۰۰۵–۱۰)               | -                   | -                 | ۱۹ میدان نفتی جدید و هشت ذخیره گاز جدید |
| نسبت هزینه‌های ۱۰٪ خانوارهای بالا به ۱۰٪ خانوارهای پایین | ۱۹.4 (2001)         | -                 | ۱۴                                      |
| ضریب جینی                                               | ۰٫۴3 (2001)         | -                 | ۰٫۳۸ طبق دولت                           |
| شاخص رفاه اجتماعی                                       | ۴۲3 (2001)          | -                 | ۸۰۰                                     |
| جمعیت زیر خط فقر (۵۰٪ میانه)                            | ۱۵٪ (۲۰۰۱)          | -                 | طبق گفته دولت ۷٪                        |
| میزان نفوذ - کاربران تلفن همراه                         | -                   | ۵۰٪               | ۶۰٪ (۲۰۰۹)                              |
| خطوط تلفن ثابت                                          | -                   | ۳۶ میلیون خط ثابت | ۲۴٫۸ میلیون (۲۰۰۸)                      |
| کاربر اینترنت                                           | -                   | ۳۰ میلیون کاربر   | ۲۳ میلیون (۲۰۰۸)                        |

### برنامه توسعه اقتصادی اجتماعی (۲۰۱۰–۲۰۱۵)
| برنامه پنجم توسعه اقتصادی (۱۵–۲۰۱۰)      |                                                              | |
| مورد                                     | ۲۰۱۰                                                         | ۲۰۱۰–۱۵ |
| رتبه‌بندی جهانی تولید ناخالص داخلی        | هجدهمین اقتصاد بزرگ بر اساس PPP                              | دوازدهم در سال ۲۰۱۵؛ برآورد گلدمن ساکس: دوازدهم تا سال ۲۰۲۵                                                                                             |
| نرخ رشد سالانه                           | ۲٫۶٪                                                         | به‌طور متوسط ۸٪ |
| بیکاری                                   | 11.8 according طبق دولت غیررسمی: ۱۲–۲۲٪؛ ۳۰٪ مطابق با مخالفت | با ایجاد ۱ میلیون شغل جدید هر ساله ۷٪ تا سال ۲۰۱۵ |
| نرخ تورم                                 | ۱۵٪ (ژانویه ۲۰۱۰)                                            | به‌طور متوسط ۱۲٪ |
| مالیات بر ارزش افزوده                    | ۳٪                                                           | ۸٪ |
| خصوصی‌سازی                                | -                                                            | ۲۰٪ از شرکتهای دولتی که باید هر ساله خصوصی شوند |
| سهم بخش تعاونی (درصد تولید ناخالص داخلی) | <۵٪                                                          | ۲۵٪ |
| سهم تحقیق و توسعه از GDP                 | ۰٫۸۷٪                                                        | ۲٫۵٪ |
| سهم صادرات غیرنفتی                       | ۲۰٪                                                          | ۳۰٪ (۸۳ میلیارد دلار) تا سال ۲۰۱۶ |
| قیمت و درآمد نفت در بودجه                | هر بشکه ۶۰ دلار                                              | ۶۵ دلار در هر بشکه به‌طور متوسط ۲۵۰ میلیارد دلار درآمد نفت و گاز در سال ۲۰۱۵ پس از اجرای پروژه‌های فعلی. پیش‌بینی صندوق بین‌المللی پول: فقط ۶۰ میلیارد دلار |
| صندوق توسعه ملی                          | -                                                            | ۳۰٪ از درآمدهای نفتی تا سال ۲۰۱۵ به صندوق توسعه ملی اختصاص خواهد یافت                                                                                   |
| تولید روغن                               | ۴٫۱ میلیون بشکه در روز                                       | ۵٫۲ میلیون بشکه در روز (با حدود ۲۵۰۰ حلقه چاه نفت و گاز برای حفر و راه اندازی)                                                                          |
| تولید گاز طبیعی                          | -                                                            | ۹۰۰ میلیون متر مکعب در روز |
| پروژه‌های تحقیق و توسعه در صنعت نفت       | -                                                            | اجرای ۳۸۰ پروژه تحقیقاتی تا سال ۲۰۱۵ شامل افزایش نرخ بازیابی، تبدیل گاز و تبدیل آب                                                                      |
| سرمایه‌گذاری در صنعت نفت و گاز            | -                                                            | ۲۰ میلیارد دلار در سال به عنوان سرمایه‌گذاری خصوصی و خارجی، بخشی از آن برای تقویت ظرفیت تصفیه روغن                                                       |
| خروجی پتروشیمی                           | ۵۰ میلیون پوند در ماه                                        | ۱۰۰ میلیون |
| بانکرینگ                                 | ۲۵٪ سهم بازار در خلیج فارس                                   | ۵۰٪ سهم بازار یا ۷٫۵ میلیون tpy سوخت مایع |
| ظرفیت ذخیره‌سازی فرآورده‌های نفتی          | ۱۱٫۵ میلیارد لیتر                                            | ۱۶٫۷ میلیارد لیتر |
| ظرفیت ذخیره گاز طبیعی                    | -                                                            | ۱۴ میلیارد متر مکعب |
| ظرفیت تولید برق                          | ۶۱۰۰۰ مگاوات                                                 | ۸۶۰۰۰ مگاوات |
| کارایی نیروگاه‌ها                         | ۳۸٪                                                          | ۴۵٪ |
| سرمایه‌گذاری در معدن و صنعت               | -                                                            | ۷۰ میلیارد دلار / ۷۰۰۰۰۰ میلیارد ریال |
| تولید فولاد خام                          | ۱۰ میلیون پوند در ماه                                        | ۴۲ میلیون tpy تا سال ۲۰۱۵ |
| تولید سنگ آهن                            | ۲۷ میلیون پوند در ماه                                        | ۶۶ میلیون tpy تا سال ۲۰۱۵ |
| سیمان                                    | ~۷۱ میلیون پوند                                              | ۱۱۰ میلیون عدد |
| سنگ آهک                                  | -                                                            | ۱۶۶ میلیون مورد |
| پارک‌های صنعتی                            | -                                                            | ۵۰ پارک صنعتی جدید تا سال ۲۰۱۵ ساخته می‌شود |
| ظرفیت بنادر                              | ۱۵۰ میلیون تن                                                | ۲۰۰ میلیون تن |
| راه‌آهن                                   | ۱۰۰۰۰ کیلومتر                                                | ۱۵۰۰۰ کیلومتر تا سال ۲۰۱۵ با هزینه ۸ میلیارد دلار در سال                                                                                                |
| حمل و نقل                                | ۷ میلیون تن                                                  | ۴۰ میلیون تن کالا |
| تجارت الکترونیکی                         | -                                                            | ۲۰٪ تجارت داخلی، ۳۰٪ تجارت خارجی و ۸۰٪ معاملات دولت به صورت الکترونیکی انجام می‌شود                                                                      |

### نمودارهای اقتصادی اقتصادی

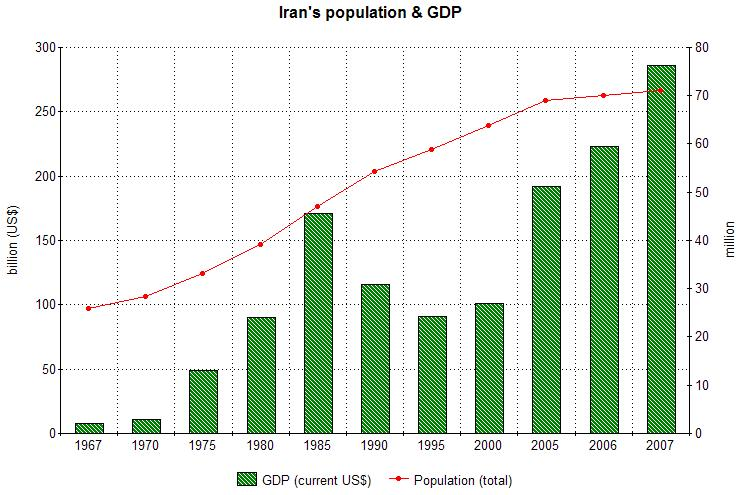
تولید ناخالص داخلی و رشد جمعیت ایران (از ۱۹۶۷ تا ۲۰۰۷)
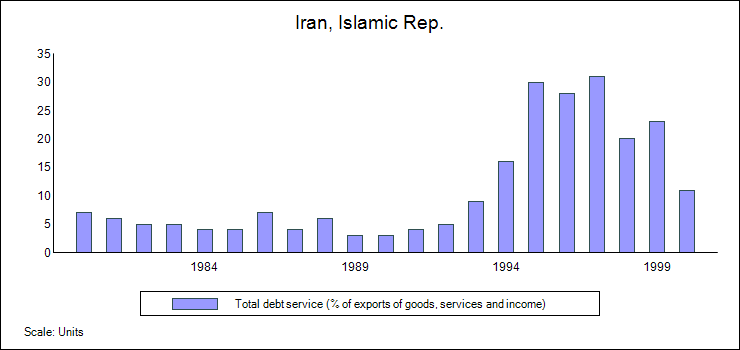
کل خدمات بدهی ایران به عنوان درصد صادرات خدمات و درآمد کالاها بین سالهای ۱۹۹۰ و ۱۹۹۷ شش برابر افزایش یافته است
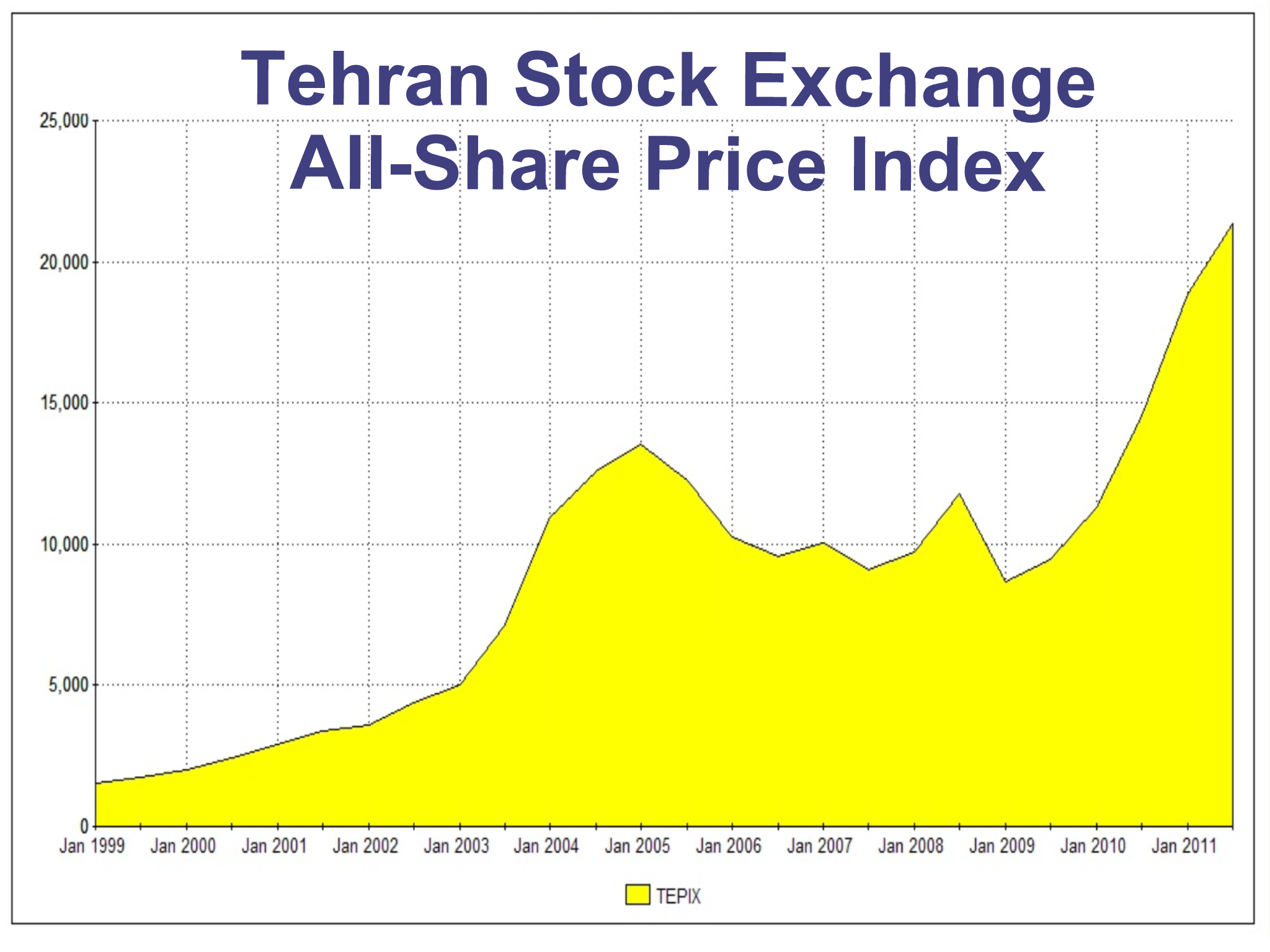
بین مارس ۲۰۰۱ و آوریل ۲۰۰۳ ، شاخص TSE (Tepix) با افزایش تقریباً ۸۰ درصدی روند را پشت سر گذاشت
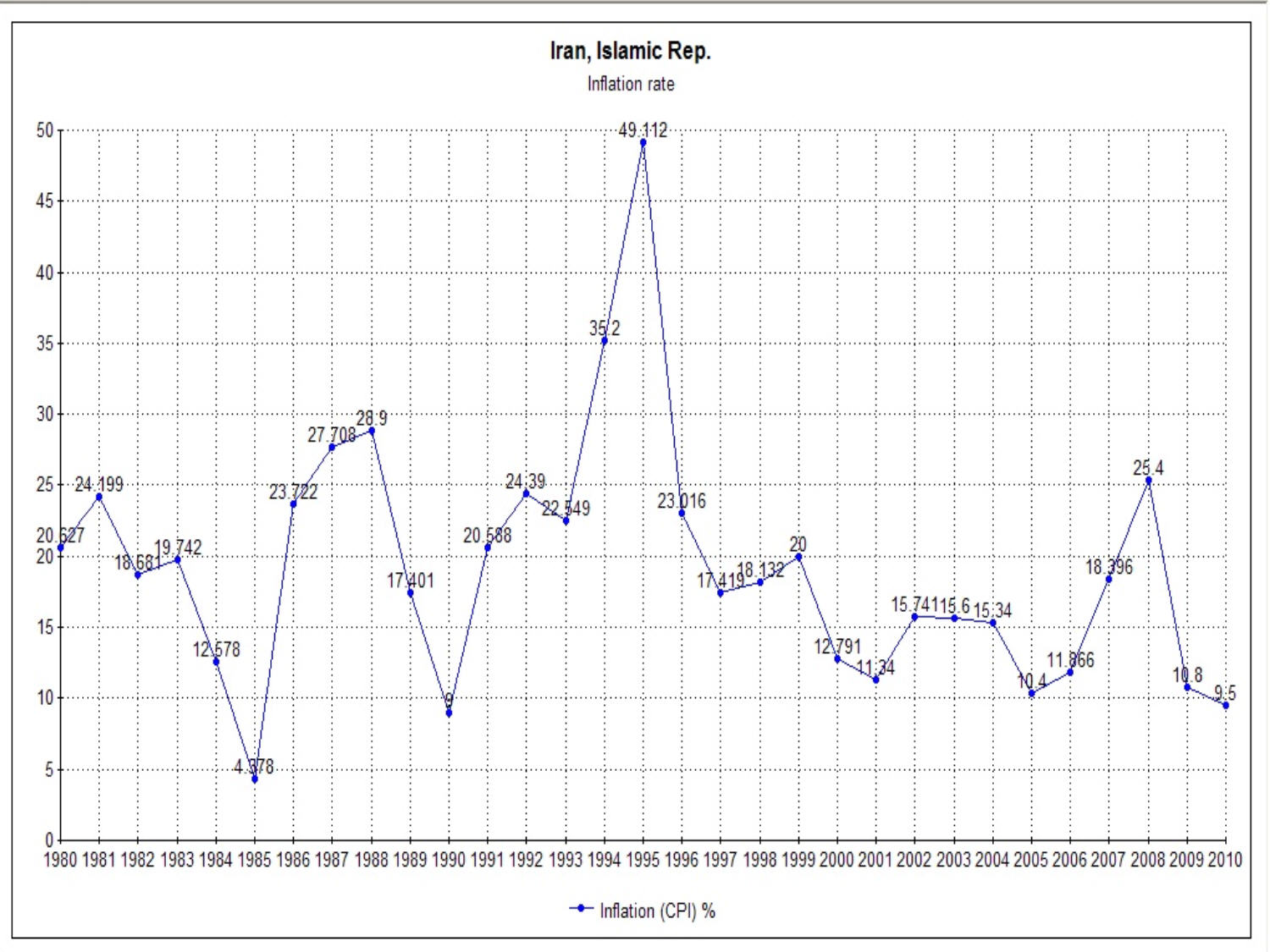
بین سالهای ۲۰۰۲ و ۲۰۰۶ ، نرخ تورم در ایران بین ۱۲ تا ۱۶ درصد در نوسان بوده است.
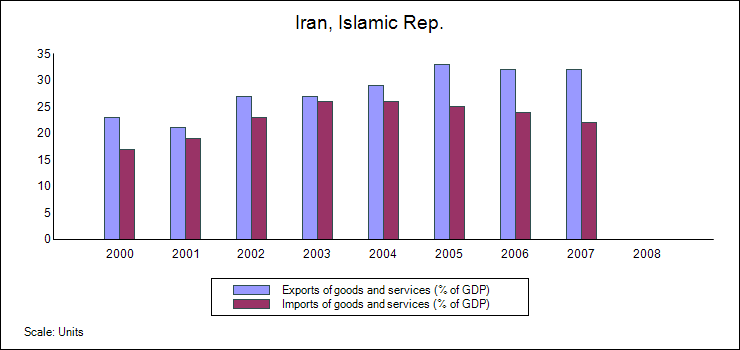
تراز تجاری ایران (۲۰۰۰–۲۰۰۷)
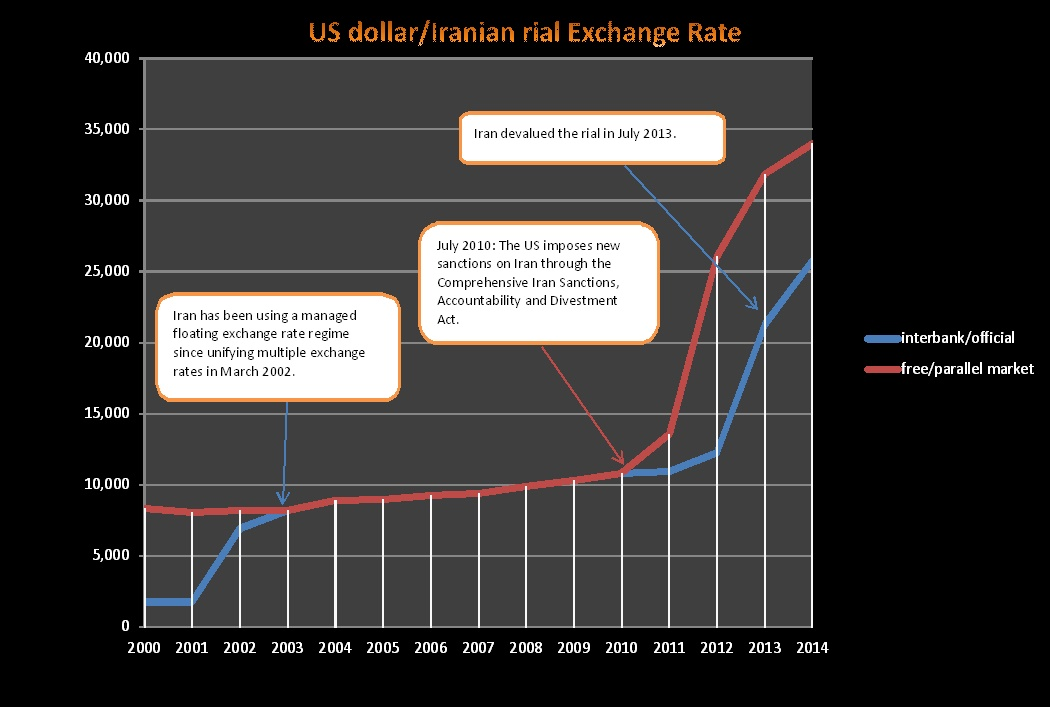
نرخ‌های تاریخی دلار آمریکا / ریال ایران (۲۰۰۳–۲۰۱۳)
جمعیت ایران در سال ۲۰۰۶ به ۷۰ میلیون نفر رسید. بیش از نیمی از ایرانیان زیر ۳۰ سال ندارند و سطح سواد در آنها بیش از ۸۰ درصد است.
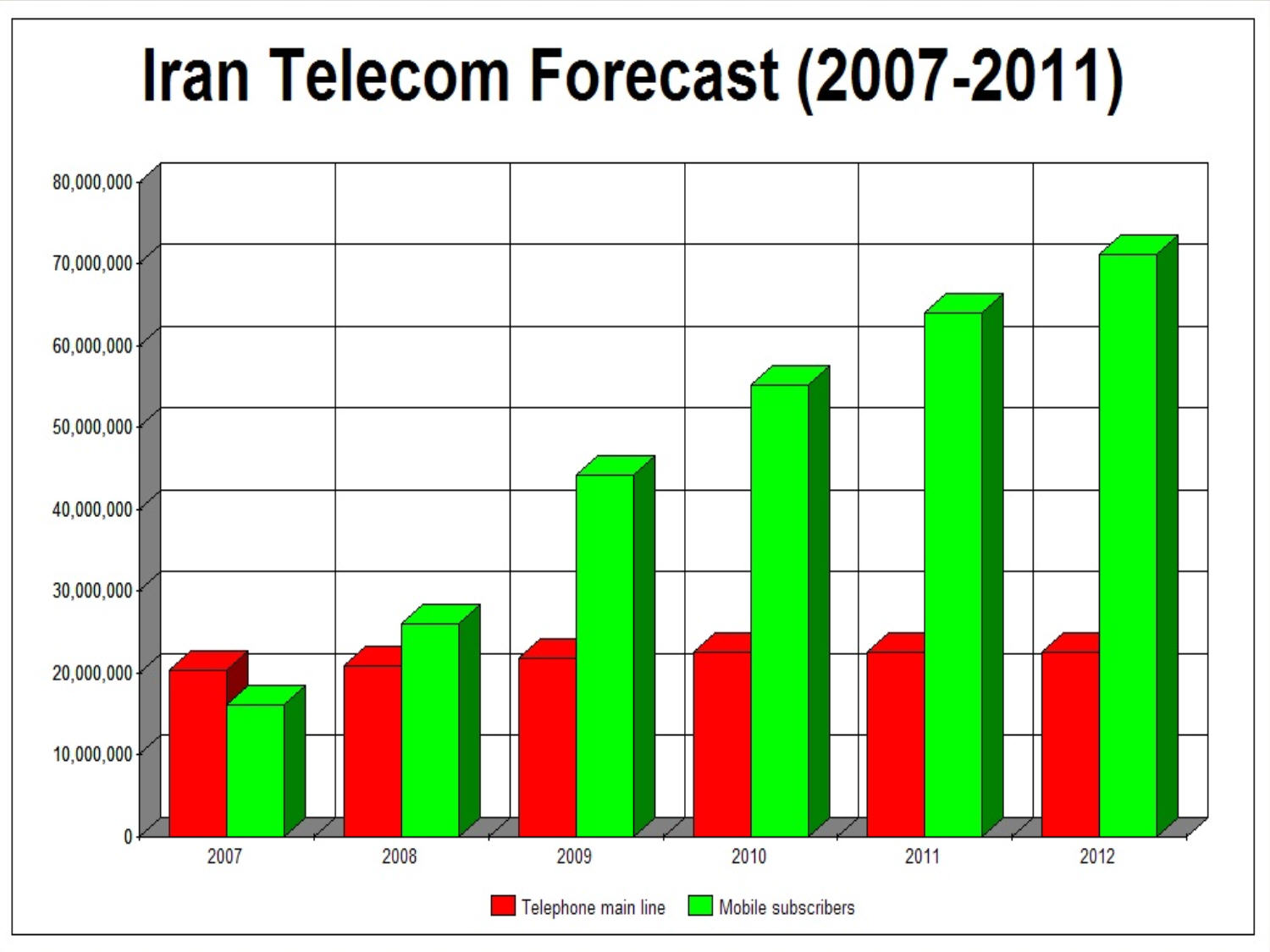
ایران در میان پنج کشور اول است که دارای رشد بیش از ۲۰٪ و بالاترین سطح توسعه در ارتباطات از راه دور بوده است .
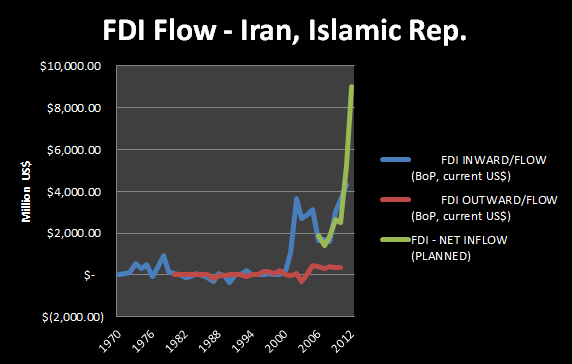
سرمایه گذاری مستقیم خارجی در ایران (۱۹۷۰–۲۰۱۲)
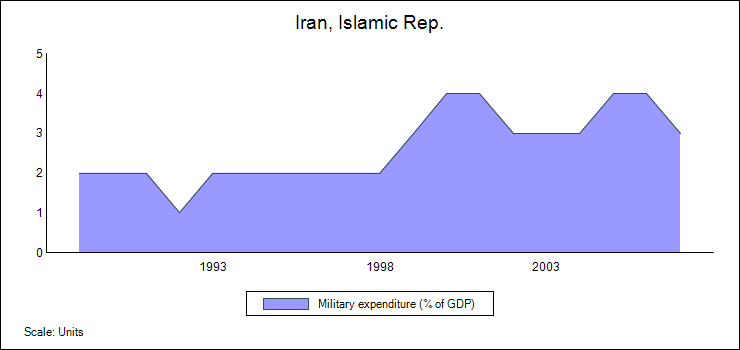
مخارج نظامی ایران  (۱۹۸۹ تا ۲۰۰۷)
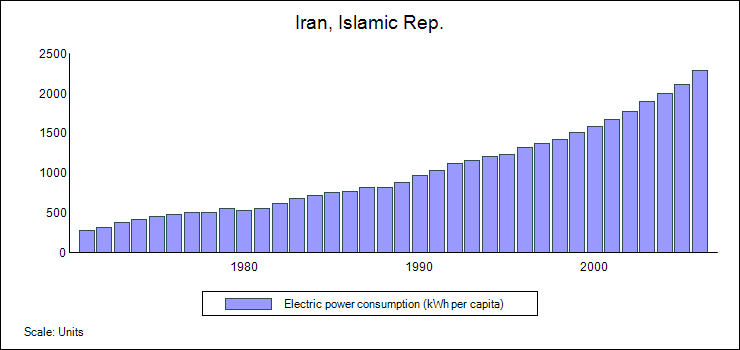
مصرف انرژی در ایران ۶٫۵ برابر متوسط جهانی است.
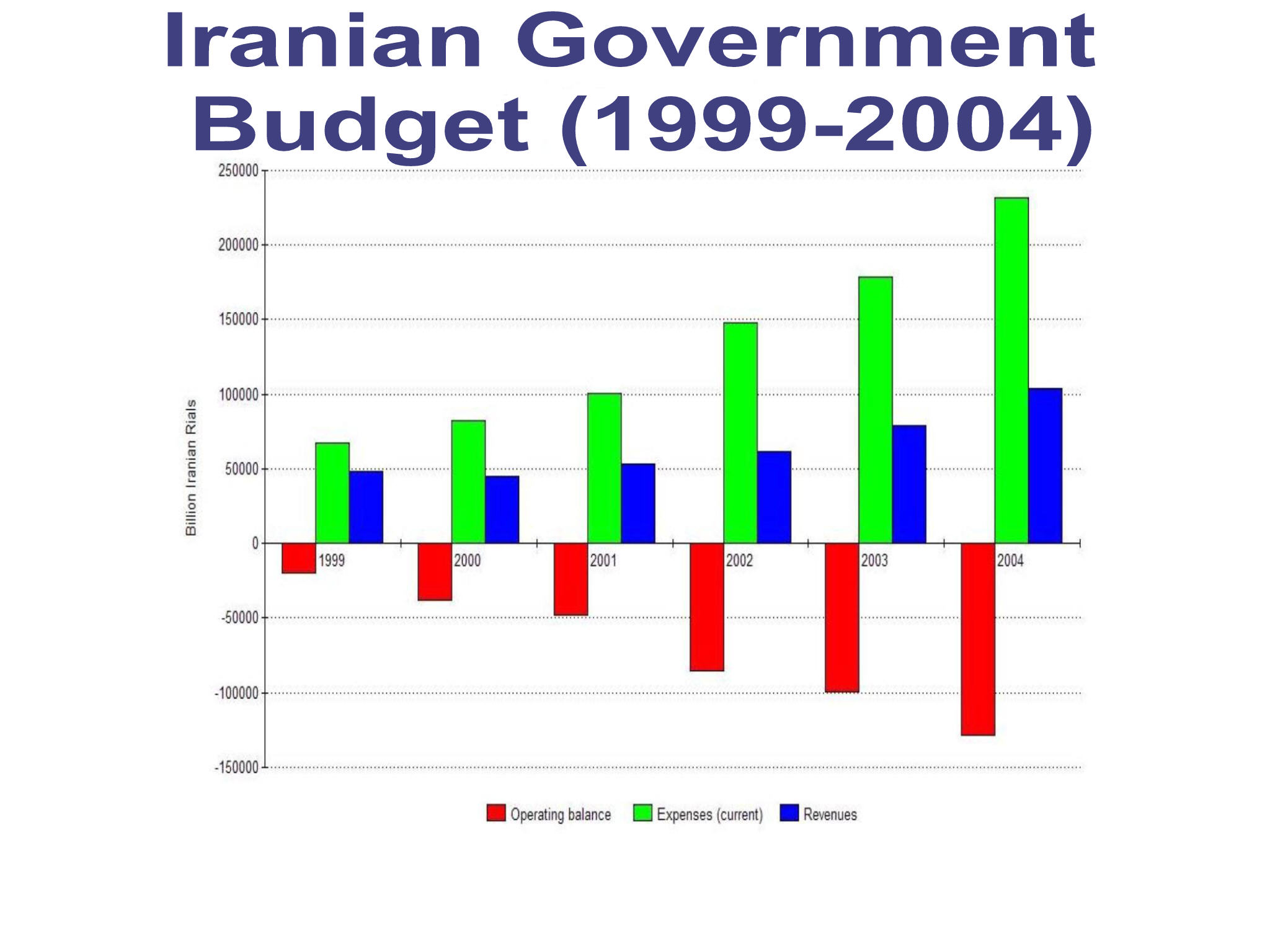
بودجه دولت ایران (۱۹۹۹–۲۰۰۴)
استانهای ایران با مشارکت در تولید ناخالص داخلی ملی (۲۰۱۴)
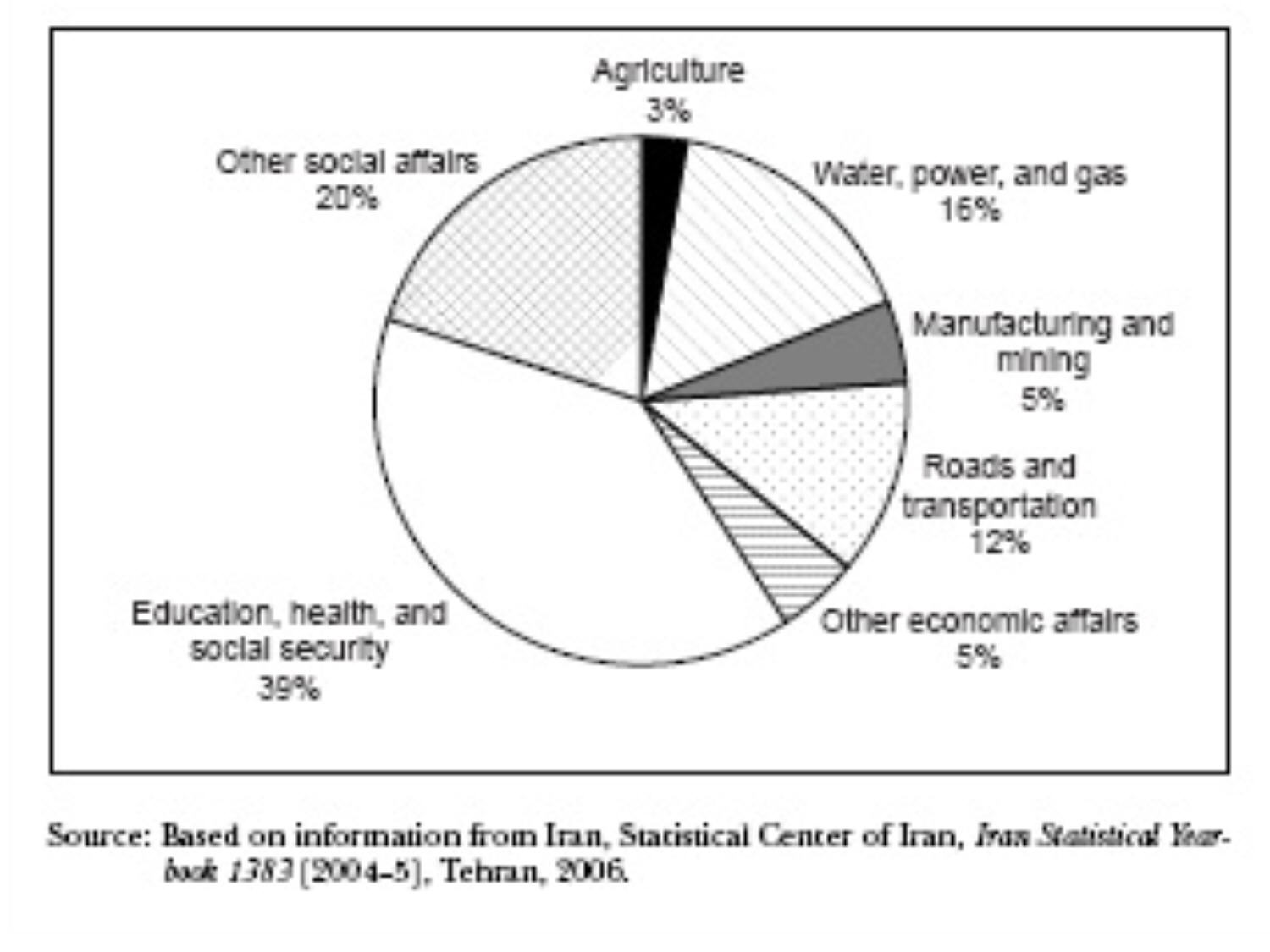
هزینه‌های اقتصادی اجتماعی (۲۰۰۴)
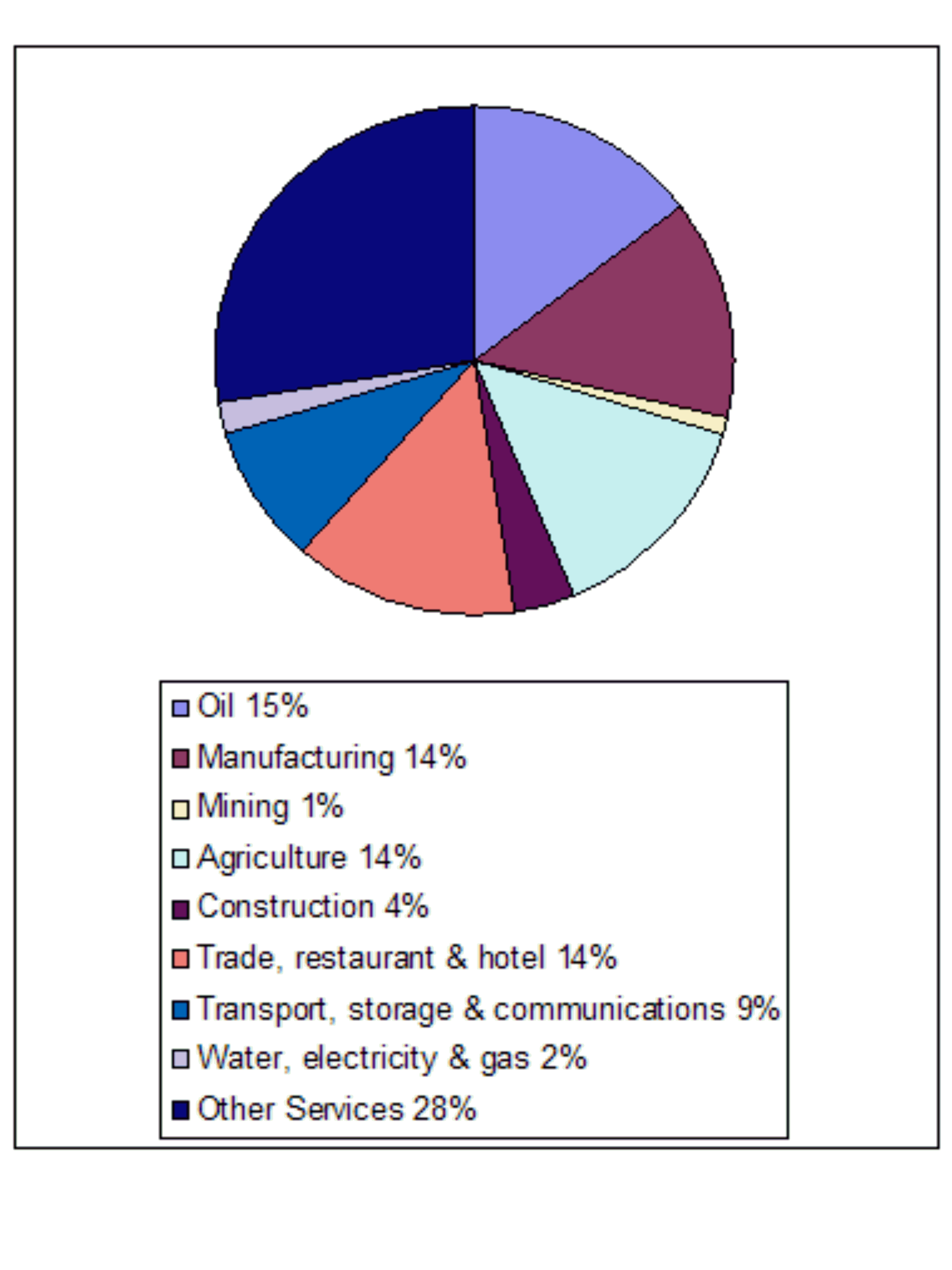
بخشهای اقتصادی (۲۰۰۲)
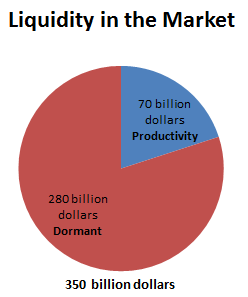
نقدینگی بازار (۲۰۱۲)
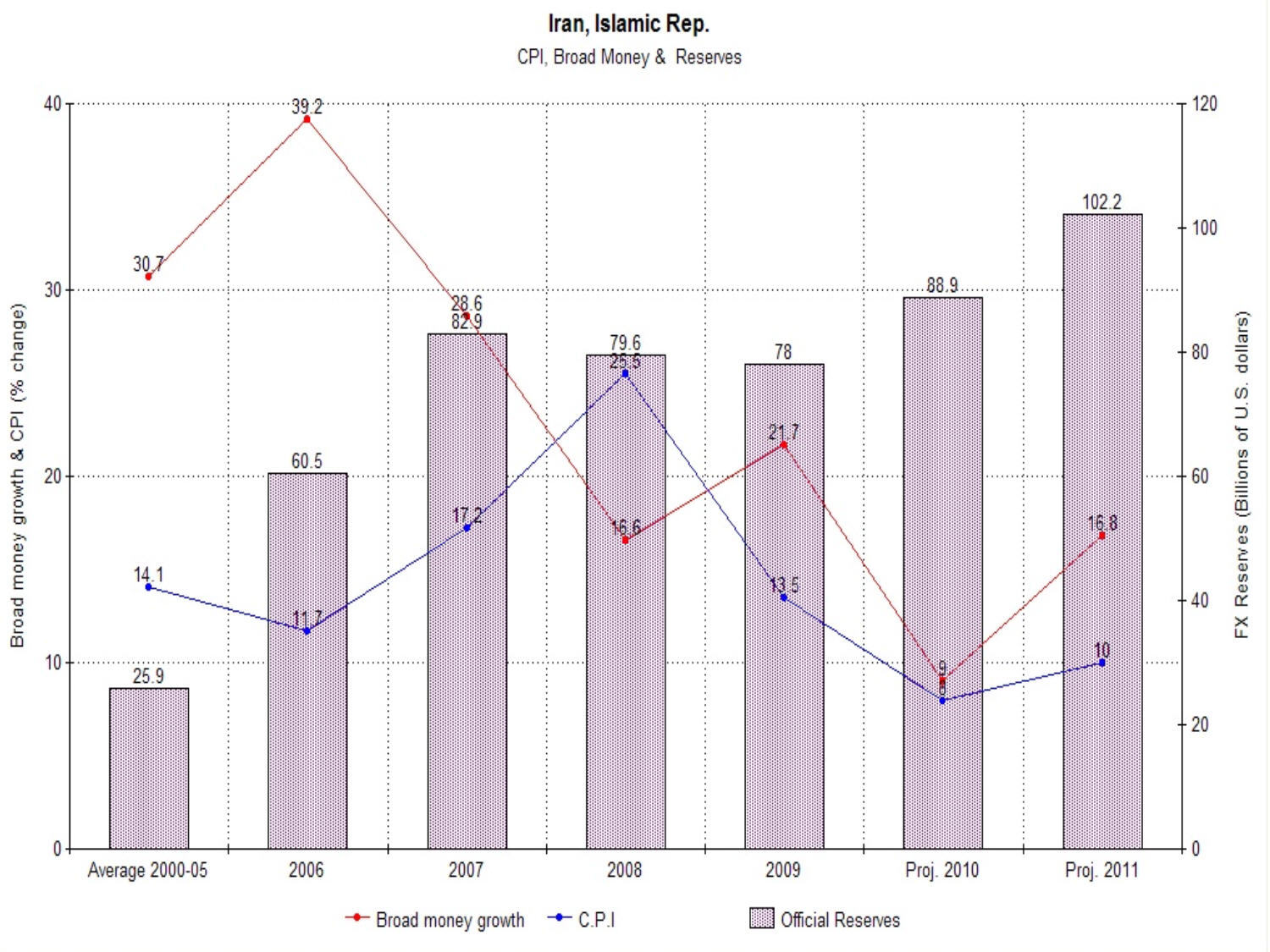
CPI , پول گسترده و ذخایر ارزی (۲۰۰۰–۲۰۱۱)
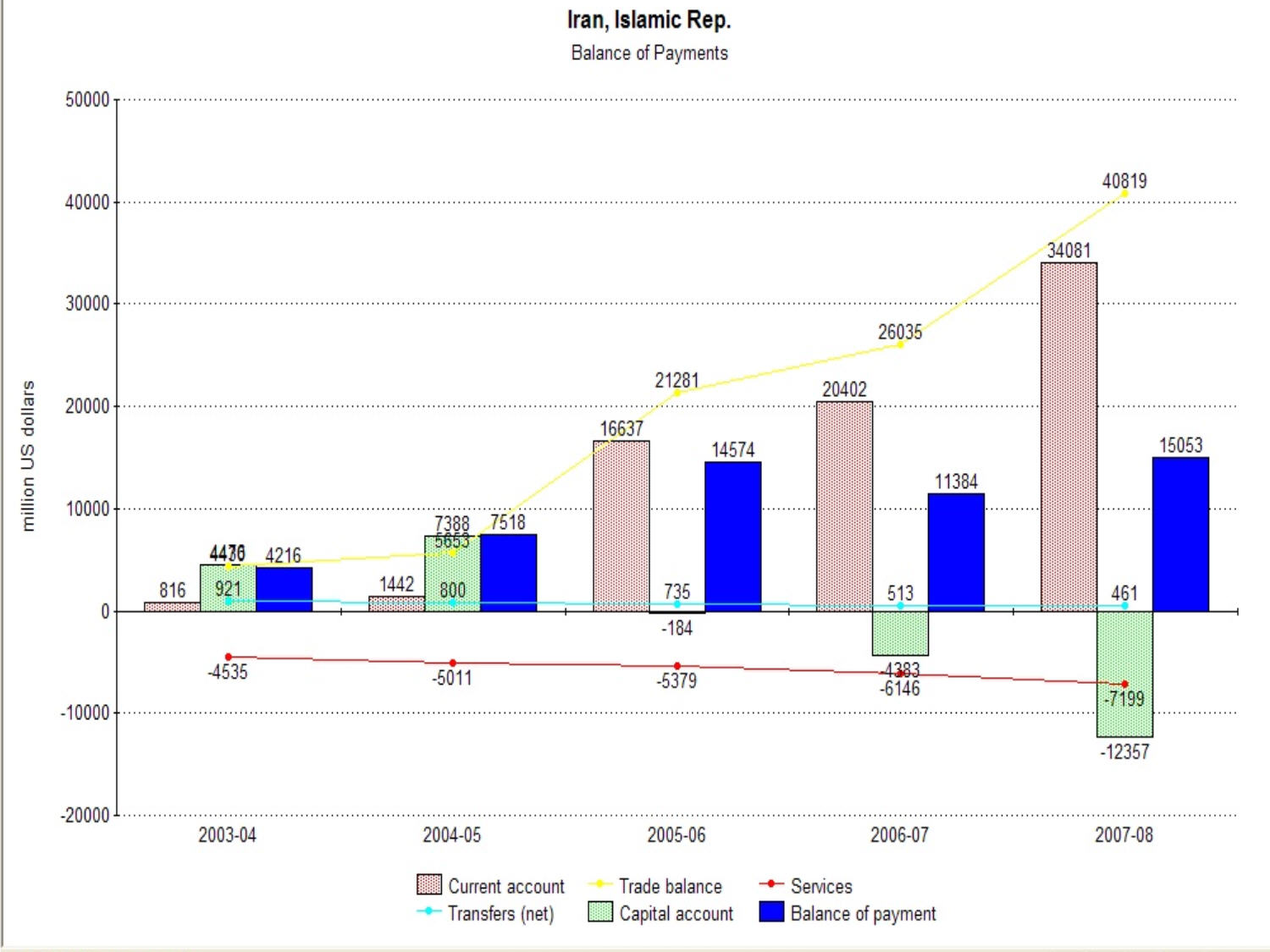
تراز پرداخت (۲۰۰۳–۲۰۰۷)
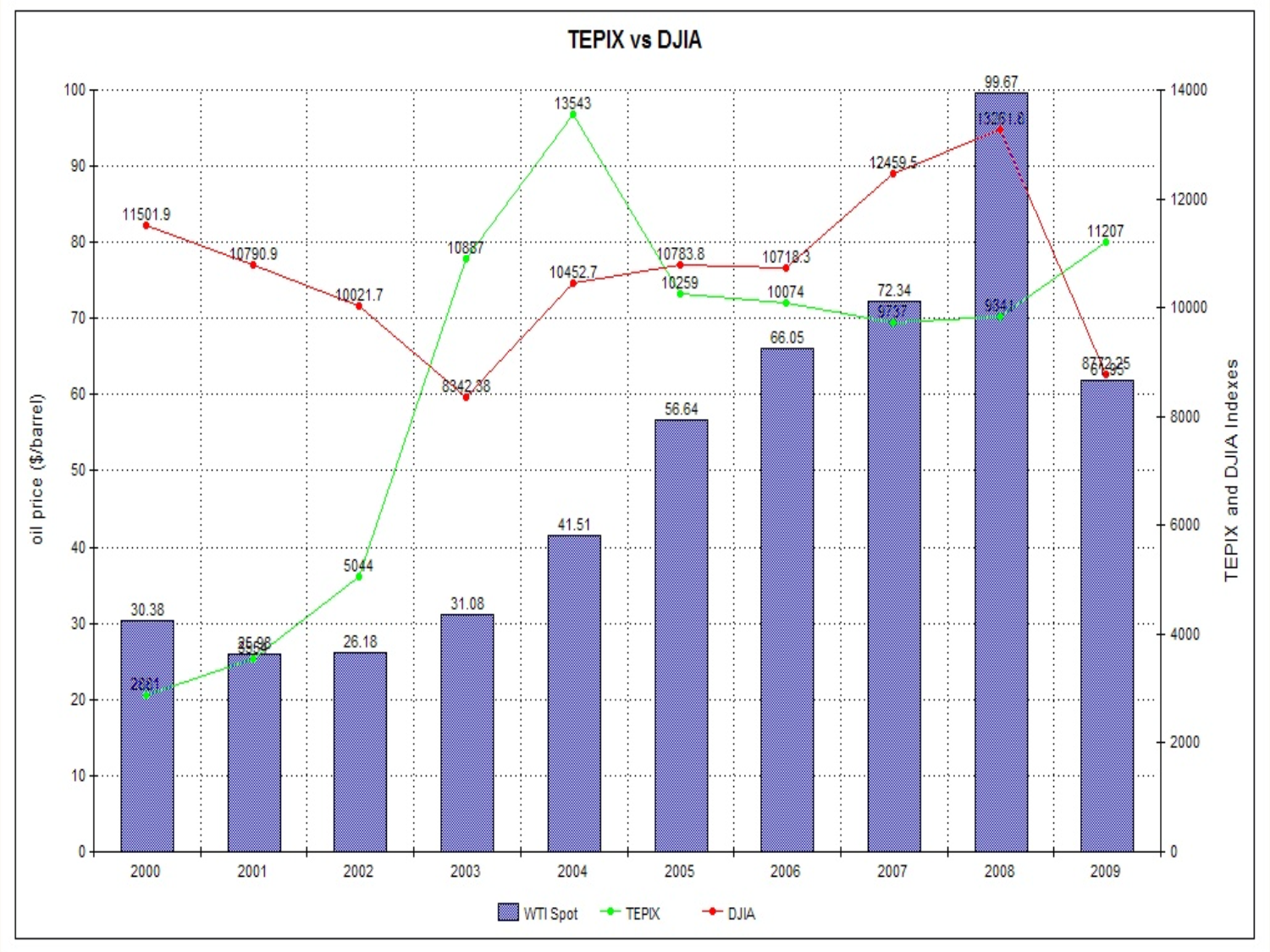
TEPIX در مقابل  DJIA  و قیمت نفت (۲۰۰۰–۲۰۰۹)
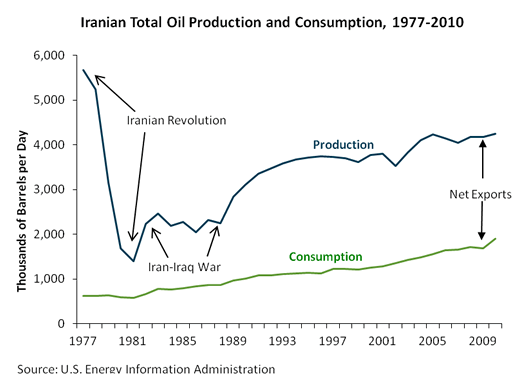
تولید و مصرف روغن (۱۹۷۷–۲۰۱۰)
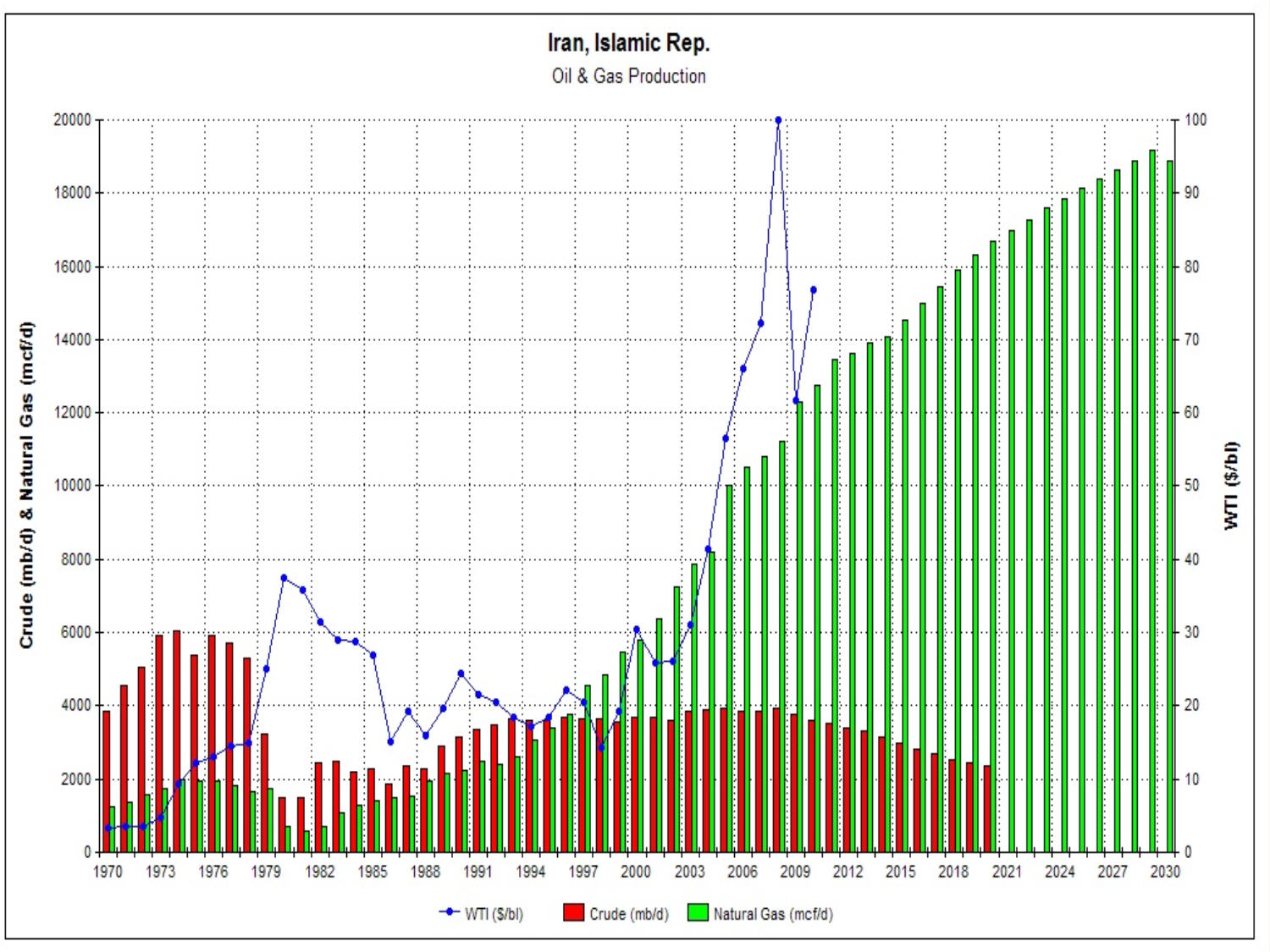
تولید نفت و گاز (۱۹۷۰-۲۰۳۰ تخمین زده می‌شود)